# Atalissa
Atalissa é uma cidade localizada no estado americano de Iowa, no Condado de Muscatine.

## Demografia
Segundo o censo americano de 2000, a sua população era de 283 habitantes. Em 2006, foi estimada uma população de 311 habitantes, um aumento de 28 habitantes (9.9%).

## Geografia
De acordo com o United States Census Bureau tem uma área de 0,3 quilômetros quadrados, dos quais 0,3 quilômetros quadrados cobertos por terra e 0,0 quilômetros quadrados cobertos por água. Atalissa localiza-se a aproximadamente 201 metros acima do nível do mar.

## Localidades na vizinhança
O diagrama seguinte representa as localidades num raio de 20 quilômetros ao redor de Atalissa.